# Aradus approximatus
Aradus approximatus är en insektsart som beskrevs av Parshley 1921. Aradus approximatus ingår i släktet Aradus och familjen barkskinnbaggar. Inga underarter finns listade i Catalogue of Life.